# Le Diable est parmi nous
Pour plus de détails, voir Fiche technique et Distribution.
Le Diable est parmi nous est un film de 1972 produit par Jean Beaudin dont les acteurs principaux sont Louise Marleau et Daniel Pilon,,.

## Synopsis
Un journaliste fait une enquête sur une mort inexpliquée.

## Fiche technique
- Titre : Le Diable est parmi nous
- Réalisation : Jean Beaudin
- Assistant réalisateur : Peter Svatek
- Scénario : André Caron, Jean Beaudin (non crédité)
- Musique : François Cousineau
- Chansons : Diane Dufresne, sur des paroles de Luc Plamondon et des arrangements musicaux de François Cousineau et Vic Angelino
- Photographie : René Verzier
- Montage : Jacques Jean, Jean Lafleur
- Son : Russ Heise
- Décors: François Delucy
- Maquillages : Maureen Sweeney
- Production : John Dunning, André Link
- Production déléguée : Tolly Leviv
- Société de production : Cinépix
- Société de distribution : Cinépix
- Pays :  Canada
- Langue version originale : français
- Genre : Horreur
- Durée : 86 minutes
- Visa : 18 ans et plus
- Première : 8 mars 1972
- Sortie en salles : 10 mars 1972 sur 4 écrans à Montréal (Parisien, Midi-Minuit, Versailles, Electra) et 6 en région
- Budget approximatif : 400 000 $

## Distribution
- Louise Marleau : Hélène
- Daniel Pilon : Paul Drouin
- Danielle Ouimet : Virginie
- Rose-Rey Duzil : la grand-mère
- Henri Norbert
- Jacques Famery
- Armand Labelle
- Claude Michaud
- Roger Garceau
- Michel Dernuet
- Michel Maillot